# Camponotus debellator
Camponotus debellator — вид мурашок великого роду Camponotus.

## Поширення
Вид зустрічається в Афротропіці. Відомий лише у Зімбабве.